# The Masses Against the Classes
The Masses Against the Classes is een single van de Welshe alternatieve rockband Manic Street Preachers uit 2000. Het werd de tweede single van de band die de eerste plaats behaalde in de UK Singles Chart na "If You Tolerate This Your Children Will Be Next".

## Overzicht
De tekst is een reactie op kritiek die fans hadden op de recente verandering van muziekstijl van de Manic Street Preachers en hun daaropvolgende succes in de Britse mainstream. Op muzikaal gebied keert de band terug naar hun ruige alternatieve rock-geluid van begin/midden jaren 90.
Het nummer begint met een citaat van Noam Chomsky en eindigt met een citaat van Albert Camus. De titel is gebaseerd op een uitspraak van voormalig premier William Ewart Gladstone.

## Tracks

### CD / 10"
1. "The Masses Against the Classes" - 3:23
2. "Close My Eyes" - 4:27
3. "Rock And Roll Music" (Chuck Berry cover) - 2:53